# Vals zeggevulkaantje
Het vals grassenvulkaantje (Neostagonospora caricis) is een schimmel behorend tot de familie Phaeosphaeriaceae. Hij komt voor op bladeren van zegge (Carex).

## Kenmerken
Conidiomata zijn ondergedompeld en pycnidiaal van aard. Ze zijn bolvormig en kunnen tot 200 µm in diameter zijn, waarbij ze een bleek luteus tot crèmekleurig conidiale massa afscheiden. Conidioforen zijn verminderd tot conidiogene cellen. Deze cellen zijn hyaliene, glad, gegroepeerd en bekleden de binnenste holte. Ze hebben een ampullaire tot doliumachtige vorm en meten 5-7 × 5-7 µm, waarbij ze taps toelopen aan de top met een opvallende periclinale verdikking. De conidia zijn hyaliene, glad, korrelig, dunwandig en smal fusiform-ellipsoïdaal van vorm. De top is afgerond, de basis is afgeknot, en ze zijn het breedst in het midden. Ze zijn 1-septaat en worden met de leeftijd vernauwd. Ze meten (10–)13–16(–19) × (3–)3,5(–4) µm.

## Verspreiding
In Nederland komt het vals grassenvulkaantje uiterst zeldzaam voor.